# Guerre des évêques (Alsace)
Pour les articles homonymes, voir Guerre des Evêques.
 (octobre 2012).
Si vous disposez d'ouvrages ou d'articles de référence ou si vous connaissez des sites web de qualité traitant du thème abordé ici, merci de compléter l'article en donnant les références utiles à sa vérifiabilité et en les liant à la section « Notes et références ».

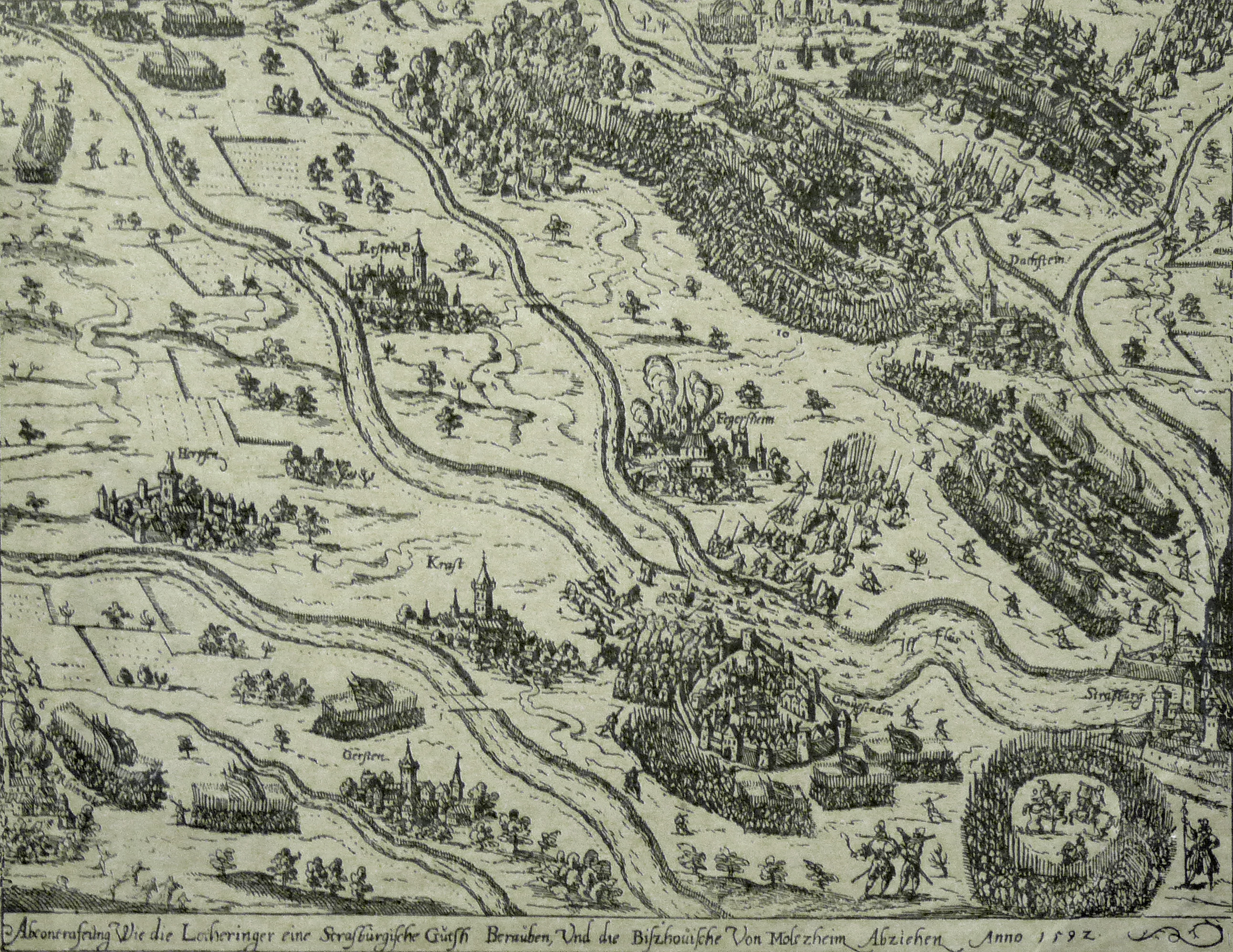
Guerre des évêques : escarmouches entre Dachstein et Molsheim, 2 décembre 1592.

La guerre des évêques est une guerre de Religion commencée en 1592, qui ravage une partie de la Basse-Alsace, en particulier les villages de l'évêché de Strasbourg et ceux de la ville libre de Strasbourg.
Une querelle capitulaire débute en 1583, entre chanoines catholiques et protestants de l'évêché de Strasbourg (ces derniers étant en passe de devenir majoritaires), alors que la prochaine élection épiscopale se rapproche. La discorde aboutit au départ des chanoines catholiques, vers Saverne et Offenbourg. En 1592, l'évêque de Strasbourg Jean de Manderscheid meurt ; pour le remplacer, deux candidats s'affrontent : Jean Georges de Brandebourg, fils cadet du margrave de Brandebourg, luthérien, d'une part, et d'autre part, le cardinal Charles de Lorraine, fils cadet du très catholique duc Charles III de Lorraine.
La « guerre des évêques » oppose leurs partisans respectifs : les princes protestants et le Magistrat de Strasbourg d'une part, et d'autre part, la branche catholique de l'évêché, basée à Saverne, soutenue par les jésuites et le duc Charles III de Lorraine. En effet, tandis que les premiers veulent poursuivre et approfondir l'incontestable succès de la Réforme en Basse-Alsace, les seconds sont profondément investis à construire un rempart contre l'influence du protestantisme dans la région. Le conflit oppose les armées des deux camps. Un certain nombre de villages situés entre Strasbourg et les Vosges, notamment Duppigheim, Dorlisheim, Ergersheim et Wolxheim sont sévèrement touchés. Les combats affectent lourdement Molsheim. Un armistice est conclu en mars 1593. 
Les négociations ont lieu une première fois à Sarrebourg, en 1595, puis une seconde fois lors du traité de Haguenau, le 22 novembre 1604. La paix aboutit à un compromis : l'évêque de Strasbourg sera le candidat catholique, le cardinal Charles de Lorraine. Il continuera à vivre à Saverne et à bénéficier des revenus et des droits sur les terres épiscopales. La république de Strasbourg, sa cathédrale et ses terres demeureront luthériennes (jusqu'en 1681 lors de l'annexion française de Strasbourg). La ville de Strasbourg devra dédommager le candidat luthérien Jean Georges de Brandebourg. 